# Steyermarkochloeae
Steyermarkochloeae é uma tribo da subfamília Panicoideae.

## Gêneros
Arundoclaytonia